# The Terror (serie televisiva)
The Terror è una serie televisiva antologica statunitense, trasmessa sul canale AMC dal 25 marzo 2018 e distribuita a livello internazionale da Amazon Prime Video, a partire dal giorno seguente. La prima stagione della serie è tratta dal romanzo storico/horror La scomparsa dell'Erebus (2007) dello scrittore statunitense Dan Simmons, a sua volta ispirato alla spedizione perduta di Franklin. La seconda, sottotitolata Infamy, è basata su un soggetto originale di Max Borenstein e Alexander Woo. Nel 2024 è stata annunciata una terza stagione di 6 episodi, sottotitolata Devil in Silver e tratta dal romanzo The Devil in Silver di Victor LaValle.

## Trama

### Prima stagione
Gli equipaggi delle navi di esplorazione artica della marina britannica HMS Erebus e HMS Terror, navigano in territori inesplorati artici in cerca del passaggio a nord-ovest. Le due navi si ritrovano presto bloccate, congelate e isolate con gli uomini a bordo costretti a sopravvivere alle condizioni climatiche estreme, a loro stessi ed a strani avvenimenti.

### Seconda stagione:Infamy
Ambientata durante la Seconda guerra mondiale, The Terror: Infamy parla di una serie di misteriose morti che colpiscono una comunità nippo-americana, e delle vicende di un ragazzo che cerca di capire e di combattere la perfida entità che ne è responsabile.

## Episodi
| Stagione         | Episodi | Prima TV USA | Pubblicazione Italia |
| ---------------- | ------- | ------------ | -------------------- |
| Prima stagione   | 10      | 2018         | 2018                 |
| Seconda stagione | 10      | 2019         | 2019                 |

## Personaggi e interpreti

### The Terror

#### Personaggi principali
- Capitano Francis Crozier, interpretato da Jared Harris[2], doppiato da Gianni Giuliano.
- Comandante James Fitzjames, interpretato da Tobias Menzies[3], doppiato da Stefano Benassi.
- Dr. Henry Goodsir, interpretato da Paul Ready, doppiato da Luigi Ferraro.
- Cornelius Hickey, interpretato da Adam Nagaitis, doppiato da Simone Veltroni.
- Thomas Blanky, interpretato da Ian Hart, doppiato da Francesco Cavuoto.
- Lady Silence/Silna, interpretata da Nive Nielsen[4].
- Capitano Sir John Franklin, interpretato da Ciarán Hinds, doppiato da Ambrogio Colombo.

#### Personaggi ricorrenti
- Henry Collins, interpretato da Trystan Gravelle, doppiato da Massimo Bitossi.
- David Young, interpretato da Alfie Kingsnorth, doppiato da Francesco Monachesi.
- Dr. Stephan S. Stanley, interpretato da Alistair Petrie, doppiato da Simone D'Andrea.
- Sir James Clark Ross, interpretato da Richard Sutton, doppiato da Roberto Certomà.
- Solomon Tozer, interpretato da David Walmsley, doppiato da Gabriele Lopez.
- Graham Gore, interpretato da Tom Weston-Jones, doppiato da Luca Ghillino.
- Thomas Evans, interpretato da Joe Hurst, doppiato da Stefano Broccoletti.
- Tom Hartnell, interpretato da Jack Colgrave Hirst, doppiato da Gabriele Vender.
- William Strong, interpretato da Freddie Greaves, doppiato da Emiliano Ragno.
- Robert Golding, interpretato da Mikey Collins, doppiato da Edoardo Persia.
- Thomas Jopson, interpretato da Liam Garrigan[5], doppiato da Alessandro Parise.
- Magnus Manson, interpretato da Stephen Thompson, doppiato da Francesco Monachesi.
- Dr. Alexander McDonald, interpretato da Charles Edwards, doppiato da Edoardo Nordio.
- Charles Des Voeux, interpretato da Sebastian Armesto, doppiato da Paolo Vivio.
- George Hodgson, interpretato da Christos Lawton, doppiato da Davide Capone.
- Sir John Barrow, interpretato da James Laurenson, doppiato da Pieraldo Ferrante.
- Edward Little, interpretato da Matthew McNulty, doppiato da Ivan Andreani.
- John Irving, interpretato da Ronan Raftery[5], doppiato da Simone Crisari.
- John Diggle, interpretato da Chris Corrigan, doppiato da Enrico Di Troia.
- John Morfin, interpretato da Anthony Flanagan, doppiato da Marco Fumarola.
- Sophia Cracroft, interpretata da Sian Brooke, doppiata da Rachele Paolelli.
- Daniel Bryant, interpretato da Richard Riddell, doppiato da Alessandro Budroni.
- Padre di Lady Silence, interpretato da Apayata Kotierk.
- John Gregory, interpretato da Mike Kelly, doppiato da Emidio La Vella.
- Henry T. D. Le Visconte, interpretato da Declan Hannigan, doppiato da Alessandro Vanni.
- Henry Peglar, interpretato da Kevin Guthrie, doppiato da Riccardo Scarafoni.
- George Barrow, interpretato da Vin Hawke.
- William Gibson, interpretato da Edward Ashley[5], doppiato da Francesco Meoni.
- John Bridgens, interpretato da John Lynch, doppiato da Oliviero Dinelli.
- Charles Best, interpretato da Owen Good, doppiato da Federico Di Pofi.
- Sir John Ross, interpretato da Clive Russell, doppiato da Mauro Bosco.
- George Chambers, interpretato da Sam Rintoul, doppiato da Alex Polidori.
- Samuel Crispe, interpretato da Guy Faulkner, doppiato da Marco Briglione.
- William Heather, interpretato da Roderick Hill, doppiato da Federico Di Pofi.
- William Pilkington, interpretato da Aaron Jeffcoate, doppiato da Marco Briglione.
- Thomas Armitage, interpretato da Charlie Kelly, doppiato da Daniele De Lisi.
- John Lane, interpretato da Edmund Short, doppiato da Dimitri Winter.
- Lady Jane Franklin, interpretata da Greta Scacchi, doppiata da Fabiana Aliotti.
- Koveyook, interpretato da Vinnie Karetak.
- Traduttore, interpretato da Ian Pirie, doppiato da Eugenio Marinelli.
- Cacciatore Netsilik, interpretato da Johnny Issaluk.

### The Terror: Infamy

#### Personaggi principali
- Chester Nakayama, interpretato da Derek Mio, doppiato da Daniele Raffaeli.
- Yuko Tanabe, interpretata da Kiki Sukezane.
- Luz Ojeda, interpretata da Cristina Rodlo.
- Henry Nakayama, interpretato da Shingo Usami.
- Asako Nakayama, interpretata da Naoko Mori.
- Amy Yoshida, interpretata da Miki Ishikawa.
- Nobuhiro Yamato "Yamato-san", interpretato da George Takei, doppiato da Giorgio Lopez.

#### Personaggi ricorrenti
- Fumi Yoshida, interpretata da Hira Ambrosino.
- Hideo Furuya, interpretato da Eiji Inoue.
- Wilson Yoshida, interpretato da James Saito.
- Marlon, interpretato da Reilly Dolman.
- Walt Yoshida, interpretato da Lee Shorten.
- Toshiro Furuya, interpretato da Alex Shimizu.
- Genzo, interpretato da Yuta Takenaka.
- Miss Antoinettea da Camille Martinez.
- Maggiore Hallowell Bowen, interpretato da C. Thomas Howell, doppiato da Stefano Benassi.
- Colonnello Stallings, interpretato da Reed Diamond.
- Ken Uehura, interpretato da Christopher Naoki Lee.
- Sachiko, interpretata da Aya Furukawa.
- Nessler, interpretato da Matthew Smalley.
- Dr. Kitamura Hiro Kanagawa, doppiato da Giovanni Petrucci.
- Infermiera Hasegawa, interpretata da Emi Kamito.
- Arthur Ogawa, interpretato da Marcus Toji.
- Soldato Burlingham, interpretato da Clayton Chitty.
- Bart Ojeda, interpretato da Ruben Garfias.
- George Nicol, interpretato da William MacDonald.
- Gimbel, interpretato da Nathan Houle.
- Sorella Agatha, interpretata da Naomi Simpson.
- Rocío Trujillo, interpretato da Alma Martinez.
- Paula, interpretata da Juana Lerma Juáre.
- Hector, interpretato da Hugo Ateo.
- Elena, interpretata da Mia García.
- Jirou Tanabe, interpretato da Pierce Kang.
- Padre Ysidro, interpretato da Francisco Trujillo.

## Produzione
La prima stagione è basata sul romanzo del 2007 La scomparsa dell'Erebus (The Terror) di Dan Simmons.
Nel giugno 2018 AMC ha rinnovato la serie per una seconda stagione trasmessa nel 2019. Dal titolo The Terror: Infamy, la stagione, scritta da Alexander Woo e Max Borenstein, è ambientata in un campo di internamento giapponese durante la seconda guerra mondiale. Il nuovo cast include Derek Mio e George Takei.
Nel febbraio del 2024 la serie è stata rinnovata per una terza stagione che verrà trasmessa nel corso del 2025. La stagione, basata sul romanzo The Devil in Silver scritto da Victor LaValle, avrà il titolo The Terror: Devil in Silver e verrà scritta da Chris Cantwell e dallo stesso LaValle. La regista Karyn Kusama si occuperà della regia dei primi due episodi e avrà anche il ruolo di produttrice esecutiva assieme a Cantwell e LaValle e a David Zucker, Alexandra Milchan, Guymon Casady e Scott Lambert.

## Accoglienza
Su Metacritic la prima stagione detiene un punteggio di 76/100, basato su 18 recensioni "generalmente favorevoli". Su Rotten Tomatoes la prima stagione detiene invece un punteggio del 92%, con una media voti di 8,83/10, basata su 38 recensioni.